# Río Turuchipa
Der Río Turuchipa (auch: T'uruchipa; von Quechua: t'uru Schlamm, chipa Tierfalle) ist ein rechter Zufluss des Río Pilcomayo in Bolivien. Er entspringt als Río Jata Khancha, trägt dann den Namen Río Rodeo Khocha und über weite Strecken den Namen Río San Lucas, bevor er auf den letzten 29 Kilometern die Bezeichnung „Río Turuchipa“ trägt. Er hat eine Gesamtlänge von 116 Kilometern. Der Río Turuchipa entspringt im Kanton San Lucas im Municipio San Lucas in der Provinz Nor Cinti im Departamento Chuquisaca.

## Río Jata Khancha
Der Fluss entspringt an den südwestlichen Ausläufern der bolivianischen Cordillera Central, zwischen dem Altiplano im Westen und dem bolivianischen Tiefland im Osten, etwa fünfzehn Kilometer nördlich der Ortschaft Padcoyo auf einer Höhe von 3788 m. Er fließt auf zehn Kilometern in südlicher Richtung, bis er sich nahe der Ortschaft Rodeo Kocha mit dem Río Rodeo Khocha vereint.

## Río Rodeo Khocha
Der Río Rodeo Khocha trifft aus westlicher Richtung auf den Río Jata Khancha und fließt auf den folgenden fünf Kilometern in südlicher Richtung, wobei er bereits nach drei Kilometern zu dem zwei Kilometer langen Stausee Empresa Rodeo Khocha aufgestaut ist. Südlich der Staumauer schwenkt der Fluss nach Osten um und fließt auf den folgenden zehn Kilometern in nordöstlicher Richtung.

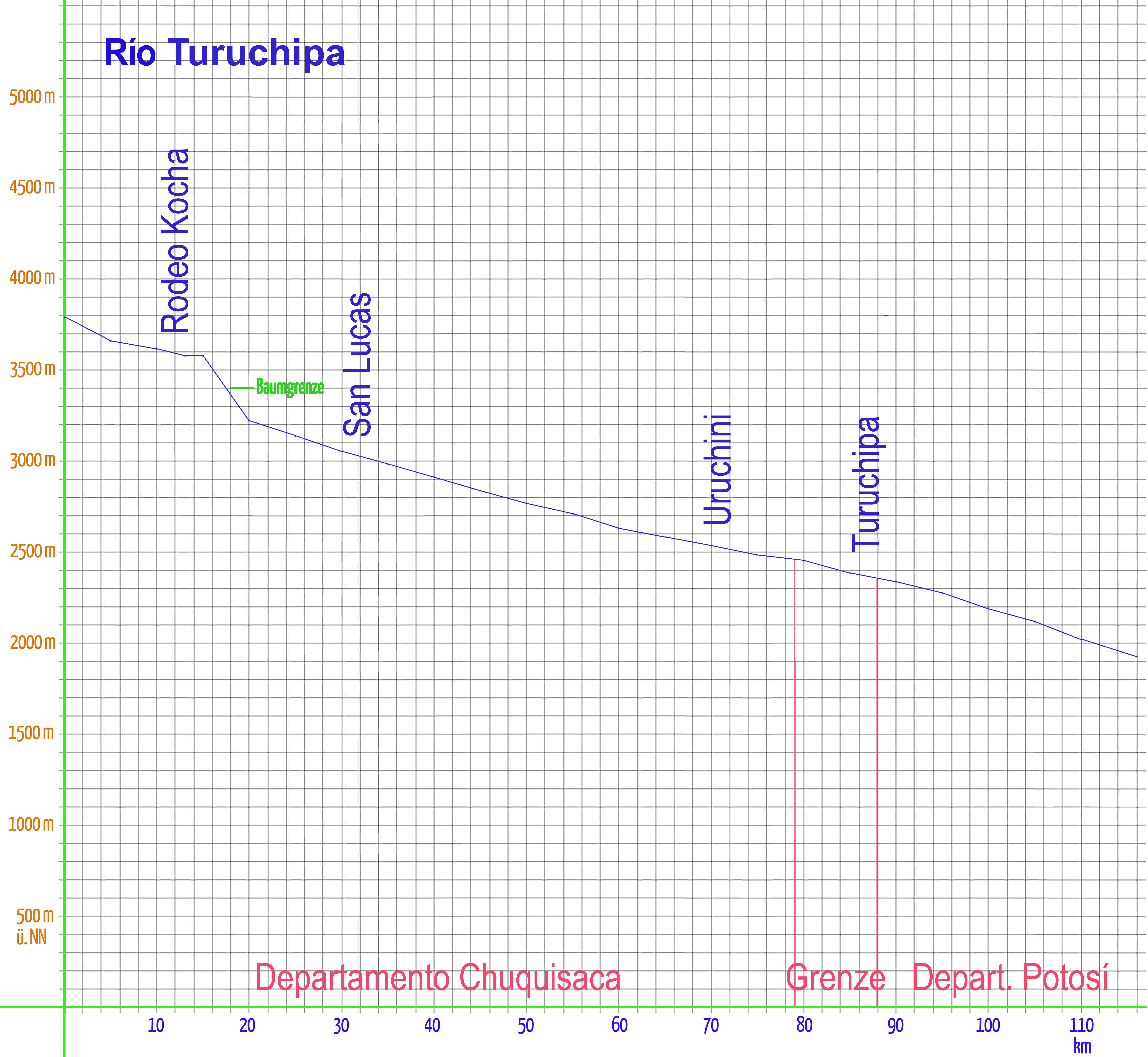
Gefälle-Profil Río Turuchipa

## Río San Lucas
Auf den danach folgenden 62 Kilometern erhält der Fluss seinen Namen von der Ortschaft San Lucas, dem zentralen Ort des Municipio San Lucas. Nach den ersten 20 Kilometern wechselt der Fluss vom Kanton San Lucas in den Kanton Uruchini und bei Kilometer 79 mündet von links kommend der Río Las Pampas in den Río San Lucas. Ab diesem Punkt bildet der Río San Lucas den Grenzfluss zwischen dem Departamento Chuquisaca und dem Municipio Puna im Departamento Potosí.

## Río Turuchipa
Bei Kilometer 87 mündet von links kommend der Río Santa Elena bei Turuchipa in den Río San Lucas und der Fluss trägt ab hier auf den folgenden 29 Kilometern den Namen Rio Turuchipa bis zu seiner Mündung in den Río Pilcomayo. Einen Kilometer nordöstlich der Ortschaft Turuchipa mündet von rechts der Río Chaquijara Mayu in den Río Turuchipa, der hier das Departamento Chuquisaca verlässt und in das Departamento Potosí übertritt. Bis zu seiner Mündung in den Río Pilcomayo fließt der Fluss weiterhin in nordöstlicher Richtung, das Flussbett erreicht hier Breiten von bis zu mehr als einem halben Kilometer.